# Доцент
Доцèнт, на английски: Associate professor и на френски: Maître de conférences (MCF), е академична длъжност на хабилитиран преподавател във ВУЗ в Европа, една степен по-ниска от професор.

## В България
Съгласно Закона за развитието на академичния състав в Република България доцент е хабилитиран преподавател във висше училище. Кандидатите за заемане на тази длъжност трябва да са придобили образователна и научна степен „доктор“ и поне две години да са заемали академична длъжност „асистент“, „главен асистент“, или да са били преподаватели, включително хонорувани, или членове на научноизследователски екип в същото или в друго висше училище или научна организация. Те трябва да отговарят на минималните национални изисквания към научната, преподавателската и/или художествено-творческата или спортната дейност. Необходима е публикацията на определен брой научни трудове и представянето на монографичен труд или равностойни публикации. Длъжността се заема въз основа на конкурс и избор.

## Доценти в други страни
В руския превод на учебника на Реале „Западната философия от началото до наши дни“ (том 2) се съобщава, че Алберт Велики през XIII век е работил в Парижкия университет с ранг на доцент.
Във всички страни служителите на нивото на руските доценти формират основата на научния и педагогическия персонал на университетите. В същото време, за разлика от Русия, в повечето страни няма демонстративно разграничение между длъжност и титла: наемането на лице на длъжност означава получаване на подходяща титла за срока на трудовото правоотношение. Необходимостта от признаване на чуждестранна академична титла в Руската федерация възниква по-рядко, отколкото за признаване на академична степен (вижте документи по тази тема).
Въпросът за аналози на националната позиция на доцент в други страни не е и не може да бъде едносмислен, тъй като не са известни официални документи, регулиращи този въпрос.
В САЩ на българския и руския доцент приблизително съответства длъжността асистент-професор, лектор (англ. Lecturer) или асоцииран професор. Наличието на думата „професор“ в американското име на длъжностите понякога предизвиква объркване, тъй като тези позиции не са еквивалентни на българския и руския професор (в Съединените щати „професор“ в български и руски смисъл е „пълен професор“, англ. Full Professor). „Лектор“ е нещо средно между главен асистент/старши преподавател и доцент в България и Руската федерация. „Асистент-профессор“ е напълно начинаещ доцент без титла, а „асоцииран професор“ е опитен доцент, който провежда и педагогическа, и научна работа. Три подобни позиции в Япония се наричат съответно 講師 (ко: ши), 助教 [дзьoкьо] и 准教授 [дзюн-кьо: дзю]. Във Франция длъжността „доцент“ приблизително съответства на длъжността Maître de conférences. В Германия думата Dozent е обобщено наименование на лица, участващи в педагогическия процес; те обикновено са академичен персонал, работещ в университета и имат няколко учебни часа на седмица. В Швеция съществува понятието доцент; такава титла (това също е длъжност) съответства на „асоцииран професор“ в САЩ, присвоява се от университетска комисия и предполага определен опит в научните изследвания и преподаването.